# مارتينا كولمباري
مارتينا كولمباري (بالإيطالية: Martina Colombari)‏ ممثلة سينمائية إيطالية وعارضة أزياء ومقدمة برامج تلفزيونية وملكة جمال إيطاليا سابقاً، وزوجة اللاعب الإيطالي المعتزل أليساندرو كوستاكورتا.

## روابط خارجية
- مارتينا كولمباري على موقع IMDb (الإنجليزية)
- مارتينا كولمباري على موقع ألو سيني (الفرنسية)
- مارتينا كولمباري على موقع قاعدة بيانات الفيلم (الإنجليزية)
- مارتينا كولمباري على موقع كينوبويسك (الروسية)
- مارتينا كولمباري على موقع دليل عارضات الأزياء (الإنجليزية)